# Peter Van der Heyden
Peter Van der Heyden (Aalst, 16 juli 1976) is een Belgisch voormalig betaald voetballer die rond de eeuwwisseling bekend werd als linkervleugelverdediger van SC Eendracht Aalst en Club Brugge.
Met Brugge won hij tussen 2000 en 2005 twee Belgische landstitels en twee Belgische bekers. Van der Heyden kwam verder ook uit voor VfL Wolfsburg en Mainz 05 in Duitsland en opnieuw in België voor Beerschot AC. In 2010 keerde hij kort terug naar Club Brugge en speelde er nog eens anderhalf jaar. Hij was profvoetballer tussen 1998 en 2012. In 2016 zette hij een punt achter zijn spelerscarrière bij Knokke op amateurniveau. Van der Heyden verzamelde 21 caps in het Belgisch voetbalelftal en maakte deel uit van de selectie voor het WK 2002.

## Clubcarrière

### Denderleeuw en doorbraak bij Aalst
Peter Van der Heyden speelde aanvankelijk in tweede klasse voor FC Denderleeuw, vanaf het seizoen 1997/1998. De jeugdspeler van KSC Lokeren debuteerde op 22-jarige leeftijd bij toenmalig eersteklasser Eendracht Aalst, maar zijn transfer naar de rivalen deed het nodige stof opwaaien in de Denderstreek. Hij hielp Denderleeuw namelijk nog aan een eindrondeticket, nota bene met een gebroken teen. Trainer Denis Asselman verplicht hem te spelen, maar hij weigert. 
Ik had voor mezelf uitgemaakt dat ik mijn toekomst in eerste klasse niet wou hypothekeren door met een blessure nog een slopende eindronde af te werken. Ik wou geen derde maal op rij een seizoenstart missen door een aanslepende blessure.
— Van der Heyden over zijn gevoelige overstap van Denderleeuw naar Eendracht Aalst 
Bij Eendracht Aalst vormde hij als linksachter een defensie met, doorgaans, als libero Kris Temmerman of Flórián Urbán, als rechtsachter Steve Cooreman, en als mandekkers Georges Arts en de fysiek sterke Jean-Claude Mukanya ("sterke Jean") maar ook de jonge  David "Davy" Van Hoyweghen (later KAA Gent) brak destijds door in het Belgische profvoetbal bij Aalst. Zijn debuut maakte Van der Heyden op 22 augustus 1998 tegen Club Brugge, dat ook zijn volgende club zou worden. Twee weken later scoorde hij zijn eerste goal: thuis tegen Germinal Ekeren (5–0 zege).
Zijn aanvallende betrokkenheid viel toen reeds op. In december 1998 was Van der Heyden de held in de thuiswedstrijd tegen Standard Luik toen hij een gesloten wedstrijd besliste met een slalom langs drie verdedigers en een boogbal over keeper Vedran Runje: 1–0 met nog zes minuten te spelen. Van der Heyden was onder de Nederlandse trainer Barry Hulshoff een vaste kracht bij den Iendracht en kwam tot 57 competitieduels en zes doelpunten. Aalst handhaafde zich ook probleemloos in Eerste klasse, wat na zijn vertrek wegens financiële problemen onmogelijk zou worden.

### Bevestiging bij Club Brugge
Na twee jaar bij Eendracht Aalst vertrok hij volgens waarnemers verrassend naar Club Brugge om de naar KAA Gent vertrokken Vital Borkelmans als linksachter te vervangen. De 37-jarige Borkelmans had zijn aflopende contract niet verlengd en gold als een clubicoon: hij speelde 11 seizoenen voor blauw-zwart. Aalst kwam financieel in ademnood na Van der Heydens vertrek bij de club, maar Club Brugge betaalde Aalst nochtans een mooi bedrag van 16.000.000 Belgische frank of 420.000 euro voor de diensten van Van der Heyden. Hij zou vijf seizoenen voor Club Brugge uitkomen. In die vijf seizoenen heeft de Aalstenaar in totaal acht doelpunten gemaakt uit 150 competitieduels. 
Op de korte termijn leek Van der Heyden wel een kopie van Borkelmans. In zijn eerste seizoen werd RSC Anderlecht kampioen, en kende Club een fraaie Europese campagne in de UEFA Cup (derde ronde). Echter, tegen FC Barcelona kreeg hij in de terugwedstrijd op Camp Nou een rode kaart op twintig minuten van het einde toen de 1–1 eindstand reeds stond. Thuis had Brugge met 0–2 verloren van Barcelona. Hij was er ook twee keer bij tegen Barça in het najaar van 2002, toen in de groepsfase van de UEFA Champions League. Brugge verloor twee keer met een klein (score)verschil, alhoewel het verschil in spelniveau in Camp Nou groot was. Club Brugge achtervolgde lange tijd 3–1. Met een vluchtschot van Gaëtan Englebert milderde het team nog. 
Ik wil niet hautain overkomen, maar van 2000 tot 2005 was Club Brugge onder het bewind van Trond Sollied bij manier van spreken onverslaanbaar. Onze [spelers]groep dwong veel respect af en speelde bovenal zeer goed voetbal. De bekerfinale tegen Moeskroen [bijvoorbeeld] was voor ons eigenlijk een niemendalletje.
— Over zijn eerste Bruggeperiode doelend op hoe makkelijk er soms gescoord en gewonnen werd, in 2015 
In 2002 won Van der Heyden, met de Beker tegen Excelsior Moeskroen, zijn eerste trofee. Van der Heyden viel op, nog meer dan verdedigend, met zijn aanvallende impulsen en strakke voorzetten vanuit (meestal) 4–3–3 of 3–4–3 en soms 4–4–2 libero — waarbij hij zowat als een linkshalf (als een linksmidden) speelde, zoals vaak bij Eendracht Aalst het geval was — en werd onvervangbaar. 
De achterhoede werd volledig Vlaams na het vertrek van de Congolees Nzelo Lembi en Serviër Milan Lešnjak en vóór de komst van de Tsjech David Rozehnal. De keuze viel op twee Oost-Vlaamse vleugelbacks met Aalstenaar Van der Heyden en Eeklonaar Olivier De Cock, en twee Vlaamse centrale verdedigers met West-Vlaming Birger Maertens en Antwerpenaar Philippe Clement die voorheen als centrale middenvelder speelde. 
Het kwartet De Cock–Maertens–Clement–Van der Heyden werd onder leiding van de Noorse trainer Trond Sollied kampioen in 2003. In de zomer van 2003 kreeg Van der Heyden er met de Serviër Ivan Gvozdenović een concurrent bij, maar hij hield Gvozdenović al bij al eenvoudig achter zich in de pikorde toen bleek dat Van der Heyden zijn vormpeil zeer hoog kon houden.
Gvozdenović werd voortaan opgesteld als linkshalf en onder diezelfde Sollied en diens opvolgers tevens als verdedigende middenvelder en (dan toch) als linksachter. Van der Heyden werd aanvallend nauw betrokken, en vond op links in zijn periode bij Club veelal de Peruviaan Andrés Mendoza of de Kroaat Boško Balaban terug bij het samenspel. Op 22 oktober 2003 volgde de grootste Europese triomf van Van der Heyden bij Club Brugge. Het team nam de volle buit mee uit San Siro met 0–1 winst tegen AC Milan. Milan was destijds de titelhouder in de UEFA Champions League en was een team van absolute wereldklasse. Club Brugge, die avond in een 5–4–1 opstelling met Van der Heyden als linksback, Timmy Simons als libero, Sandy Martens als rechtshalf, Gvozdenović als linkshalf en Philippe Clement en Nastja Čeh centraal op het middenveld, moest veel meer verdedigen dan het gewend was en kwam zo amper onder zijn egelstelling uit. Eén keer lukte dat wel. Andrés Mendoza scoorde op het halfuur het enige doelpunt.
Voorjaar 2004 maakte "De Peet", zoals hij binnen Club Brugge werd genoemd, het vierde doelpunt van Club Brugge in de bekerfinale tegen de "Ivorianen van SK Beveren" — SK Beveren stelde tien Ivoriaanse spelers op, die hun opleiding genoten in de academie van Jean-Marc Guillou. Brugge won de finale met 4–2.
Een seizoen later was het laatste seizoen van Sollied. De Noorse coach is dus tevens de enige coach die de linksachter heeft gekend tijdens zijn eerste periode Club Brugge. Club Brugge werd net als in 2003 landskampioen. Van der Heyden was basisspeler voor het grootste gedeelte van het seizoen. Van der Heyden, over wie al bekend was dat hij Brugge na het seizoen 2004/05 zou verlaten, speelde wegens een blessure niet mee in de titelwedstrijd thuis tegen RSC Anderlecht (2–2). Zijn Canadese concurrent op linksachter daarentegen, Michael Klukowski, kwam in actie.

### Periode in Duitsland
In de zomer van 2005 vertrok Van der Heyden transfervrij naar VfL Wolfsburg in Duitsland, waar hij met Eric Gerets een Belgische trainer boven zich kreeg. De overgang naar het in de Bundesliga uitkomende Wolfsburg was begin november 2004 reeds beklonken. Van der Heyden had de beslissing genomen om zijn aflopende contract niet te verlengen en zijn blik te verruimen. Brugge verdiende daardoor geen cent aan de verdediger die toen 2,5 miljoen euro waard was en die zich de voorbije jaren had opgeworpen tot een sterkhouder van het elftal. Van der Heyden ondertekende bij Wolfsburg een contract dat hem tot de zomer van 2008 in Duitsland hield. Zijn eerste seizoen bij Wolfsburg verliep prima voor Van der Heyden: hij speelde 24 Bundesliga-wedstrijden.
Het jaar erna kreeg de Duitser Klaus Augenthaler de sportieve leiding bij de Volkswagenclub. De Aalsterse linksback kreeg van Augenthaler in exact de helft van de wedstrijden zijn kans: 18 Bundesliga-wedstrijden. In zijn laatste seizoen verhuisde hij helemaal naar het achterplan onder de nieuwe Duitse trainer: Felix Magath. Zowel onder Augenthaler als onder Magath sukkelde hij bovendien van de ene blessure in de andere.
Van der Heyden kreeg — weliswaar uit tegen leider Bayern München — van Felix Magath nog slechts één keer minuten in de Bundesliga. Hij speelde over het hele seizoen 2007/08 één keer mee: hij maakte negentig minuten vol tegen Bayern (2–1 verlies). Na het aflopen van het contract verliet hij de Volkswagenclub en tekende hij bij 1. FSV Mainz. Onder de Noorse trainer Jørn Andersen speelde hij aanvankelijk 17 competitieduels. Het seizoen erna deemsterde hij onder diezelfde Andersen helemaal weg. In de winter van 2009/10 drong hij aan op een vertrek. Daardoor kan zijn transfer naar Mainz als een serieuze tegenvaller worden bestempeld.

### Terugkeer bij Club Brugge
Op 21 januari 2010 keerde Peter Van der Heyden terug naar Club Brugge. Hij tekende een contract voor anderhalf seizoen. Van der Heyden, intussen 35 jaar, eiste opnieuw een basisplaats op — integraal onder de Nederlandse trainer Adrie Koster. Eremetaal won hij ditmaal niet met de club waar hij zijn grootste successen behaalde, maar hij speelde toch 35 competitieduels in nog eens anderhalf jaar bij Club Brugge. Van der Heyden verloor heel even zijn vaste plaats als  linksback aan de Costa Ricaan Júnior Díaz, maar heroverde ze weer. Op 29 maart 2011 maakte Club Brugge bekend dat ze de optie in zijn contract niet zouden lichten, waardoor Van der Heyden na dit seizoen de club verliet.

### Latere carrière
Drie maanden later tekende de bijna 36-jarige Van der Heyden een contract van één jaar bij Beerschot AC, dat evenwel het financiële water aan de lippen zou komen te staan en als KFCO Beerschot-Wilrijk van nul zou moeten beginnen. Van der Heyden kwam tot 33 competitieduels op Het Kiel en zei na het seizoen 2011/12 de eerste klasse én het profvoetbal vaarwel. In 2012 stapte Van der Heyden over naar Knokke FC. Hier sloot hij zijn loopbaan in 2016 op amateurniveau af.

## Interlandcarrière
Van der Heyden debuteerde voor het nationale team van België in de vriendschappelijke wedstrijd in en tegen Tsjechië op 30 april 2001, net als Timmy Simons. Bij de Rode Duivels had hij grote concurrentie voor de linksbackpositie van onder anderen Nico Van Kerckhoven, Philippe Léonard, Didier Dheedene, Olivier Deschacht, Jelle Van Damme, Thomas Vermaelen en Sébastien Pocognoli. 
Sinds zijn debuut haalde Van der Heyden dertig keer de selectie en kwam hij 21 keer in actie voor de Belgen (laatste wedstrijd: Portugal-België op 24 maart 2007). Daarin scoorde hij één keer, op 4 juni 2002 tegen Japan op het WK in Zuid-Korea en Japan. In 2016 vertelde Van der Heyden dat hij de schoen waarmee hij het doelpunt maakte nog altijd in zijn bezit heeft en dat hij deze "altijd zal blijven koesteren".

## Clubstatistieken
| seizoen | club               | land      | competitie         | duels | goals |
| ------- | ------------------ | --------- | ------------------ | ----- | ----- |
| 1996/97 | FC Denderleeuw EH  | België    | Derde klasse       | 32    | 3     |
| 1997/98 | FC Denderleeuw EH  | België    | Tweede klasse      | 31    | 2     |
| 1998/99 | VC Eendracht Aalst | België    | Eerste klasse      | 29    | 4     |
| 1999/00 | VC Eendracht Aalst | België    | Eerste klasse      | 29    | 2     |
| 2000/01 | Club Brugge        | België    | Eerste klasse      | 32    | 2     |
| 2001/02 | Club Brugge        | België    | Eerste klasse      | 25    | 1     |
| 2002/03 | Club Brugge        | België    | Eerste klasse      | 30    | 1     |
| 2003/04 | Club Brugge        | België    | Eerste klasse      | 32    | 0     |
| 2004/05 | Club Brugge        | België    | Eerste klasse      | 30    | 2     |
| 2005/06 | VfL Wolfsburg      | Duitsland | Bundesliga         | 24    | 0     |
| 2006/07 | VfL Wolfsburg      | Duitsland | Bundesliga         | 18    | 0     |
| 2007/08 | VfL Wolfsburg      | Duitsland | Bundesliga         | 1     | 0     |
| 2008/09 | 1. FSV Mainz 05    | Duitsland | Bundesliga         | 17    | 1     |
| 2009/10 | 1. FSV Mainz 05    | Duitsland | Bundesliga         | 8     | 0     |
| 2009/10 | Club Brugge        | België    | Eerste klasse      | 4     | 0     |
| 2010/11 | Club Brugge        | België    | Eerste klasse      | 31    | 1     |
| 2011/12 | Beerschot AC       | België    | Jupiler Pro League | 33    | 0     |
| Totaal  | Totaal             | Totaal    | Totaal             | 406   | 19    |

## Erelijst
| Landskampioen België | 2x | 2002/03, 2004/05 |
| Beker van België     | 2x | 2001/02, 2003/04 |
| Belgische Supercup   | 3x | 2002, 2003, 2004 |

## Trivia
- Van der Heyden speelde in juni 2011 een gastrol in de VTM-telenovelle Ella. Hij speelde daarin zichzelf.[bron?]
- Peter Van der Heyden is ambidexter.
- Hij is geen familie van gewezen middenvelder van Club Brugge en Rode Duivel, Stephan Van der Heyden. Beide zijn Oost-Vlaming.